# Stomatorhinus fuliginosus
Stomatorhinus fuliginosus es una especie de pez elefante eléctrico perteneciente al género Stomatorhinus en la familia Mormyridae presente en varias cuencas hidrográficas de África, entre ellas algunos afluentes centrales del río Congo como las cuencas del Kwango, Kasai y Sangha. Es nativa de la República Democrática del Congo; y puede alcanzar un tamaño aproximado de 5,0 cm.

## Estado de conservación
Respecto al estado de conservación, se puede indicar que de acuerdo a la IUCN, esta especie puede catalogarse en la categoría «Preocupación menor (LC)».